# Club Social Cultural y Deportivo Latino Amisa
OClub Social Cultural y Deportivo Latino Amisa, que é um clube de voleibol peruano da cidade de Lima. Atualmente disputa a Liga Nacional Superior de Voleibol.

## Histórico
Através de um convite da Direcção da Liga Distrital de Voleibol de Pueblo Libre, foi então transferiram a sua filiação para esta em 1982. O Clube Desportivo "Amisa", instituição que desenvolvia a sua atividade nas instalações da La Unión Stadium Association (AELU), presidido por Juan Yamamoto Yamamoto, sendo o voleibol como centro das atividades. O clube nasceu após fusão do Club Deportivo Amisa e Club Real Latino, foi fundando em 27 de abril de 1986 e teve José Acosta Hidalgo como primeiro presidente. Quando se chamava Club Deportivo Real Latino, cuja fundação ocorreu em 11 de março de 1986, no  distrito de San Martín de Porres, e fizeram parte deste processo: Antonio Sánchez, Presidente e Manuel Salazar, Julio Masón entre outros, na época filiado a Liga Distrital.
Pelas boas relações entre os dirigentes de ambos os clubes, concordaram em realizar a fusão e  formar um novo clube, ampliando assim sua importância, com visão de futuro e grande capacidade de organização, gestão empresarial e com a aspiração de capacitação na disciplina. O Latino Amisa em seus primeiros quatro anos entrou para a elite do voleibol nacional, permanecendo por 11 temporadas, com um elenco e comissão técnica  de nível elevado e firmes na filosofia de trabalho  e constante aperfeiçoamento, com bons resultados e revelando atletas para a seleção nacional e para o cenário internacional.
Em 2012-13 terminou em último lugar e o rebaixamento ocorreu em 2015.Na temporada 2020-21 foi vice-campeão da Liga Intermedia (A2) e retornou a LNSV.Na temporada 2021-22 avançou as smeifinais e terminou na quarta posição.

## Títulos conquistados
0 Campeonato Sul-Americano de Clubes:
- Quarto posto: 1989

 0 Campeonato Peruano
- Vice-campeão: 1992, 2006-07
- Terceiro posto:2008-09
- Quarto posto: 2021-22